# پابلو بیرگر
پابلو بیرگر (اسپانیایی: Pablo Birger‎؛ زادهٔ ۷ ژانویهٔ ۱۹۲۴ در بوئنوس آیرس، درگذشتهٔ ۹ مارس ۱۹۶۶ در بوئنوس آیرس) رانندهٔ مسابقات اتومبیل‌رانی فرمول یک اهل آرژانتین بود که در فصل ۱۹۵۳، و دوباره در فصل ۱۹۵۵ در مجموع در دو گراند پری شرکت کرد، اما موفق به کسب هیچ امتیازی نشد.
بیرگر در ۹ مارس ۱۹۶۶ بر اثر تصادف رانندگی جاده‌ای در بوئنوس آیرس درگذشت.

## زندگی
پابلو بیرگر در روز هفتم ژانویه ۱۹۲۴ در شهر بوئنوس آیرس به دنیا آمد. از سنین کودکی به مسابقات رانندگی علاقه‌مند بود و فعالیتش در این زمینه را در سال ۱۹۴۷ با رانندگی یک فورد توریسمو کارترا آغاز کرد ولی پس از مدت کوتاهی مجبور به کناره‌گیری از مسابقات شد. او اولین پیروزی خود در مسابقات رانندگی را در سال ۱۹۵۱، پس از ۲ سال دوری از این ورزش به دست آورد.

## مرگ
در ۹ مارس ۱۹۶۶، بیرگر برای تجارت به شهر خونین سفر می کرد که یک تصادف مرگبار بین لوخان و خنرال رودریگز، نه چندان دور از بوئنوس آیرس رخ داد. بیرگر در هنگام رخداد این تصادف چهل و دو ساله بود. او دو روز بعد در گورستان سن خوزه فلورس، واقع در جنوب شرقی بوئنوس آیرس به خاک سپرده شد.